# Дългоопашато попче
Дългоопашатото попче (Knipowitschia longecaudata) е вид риба от семейство попчеви (Gobiidae).

## Разпространение и местообитание
Видът е разпространен в Каспийския, Азовския и Черноморския басейн. По българското крайбрежие се среща само в бившето Белославско езеро и в устията на вливащите се в него реки. Придържа се в зони с пясъчно дъно и богата подводна растителност в крайбрежните плитчини. Обитава само полусолени и сладки води.

## Описание
Видът е с дължина най-често до 30 mm, но достига и до 50 mm. Теглото му е 1 – 3 гр.

## Размножаване
Размножава се порционно от март до юли. Полово съзрява на възраст по-малка от 1 година, при достигане на дължина 20 mm.
Живее под 2 години.

## Близки видове
Подобен вид от същият род в България е кавказкото попче (Knipowitschia caucasica), с основната разлика от наличието на по-дълго и тънко стъбло и несиметричната опашна перка.

## Опазване на вида
Видът е застрашен поради замърсяване на водите ,загуба и деградация на местообитанията,заради което са предприети превантивни мерки за неговото опазване – включен е в Червената книга на България (1985) и Червената книга на Черно море (1999). Наложен е контрол върху спазването на забраната на риболов в защитената местност ‘‘Шабленско езеро‘‘. Дългоопашатото попче единствено се разпространява в границите на защитена местност "Шабленско езеро".